# Acronicta nigromaculata
Acronicta nigromaculata är en fjärilsart som beskrevs av Selin. Acronicta nigromaculata ingår i släktet Acronicta och familjen nattflyn. Inga underarter finns listade i Catalogue of Life.

## Bildgalleri

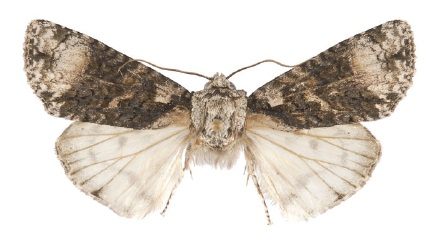
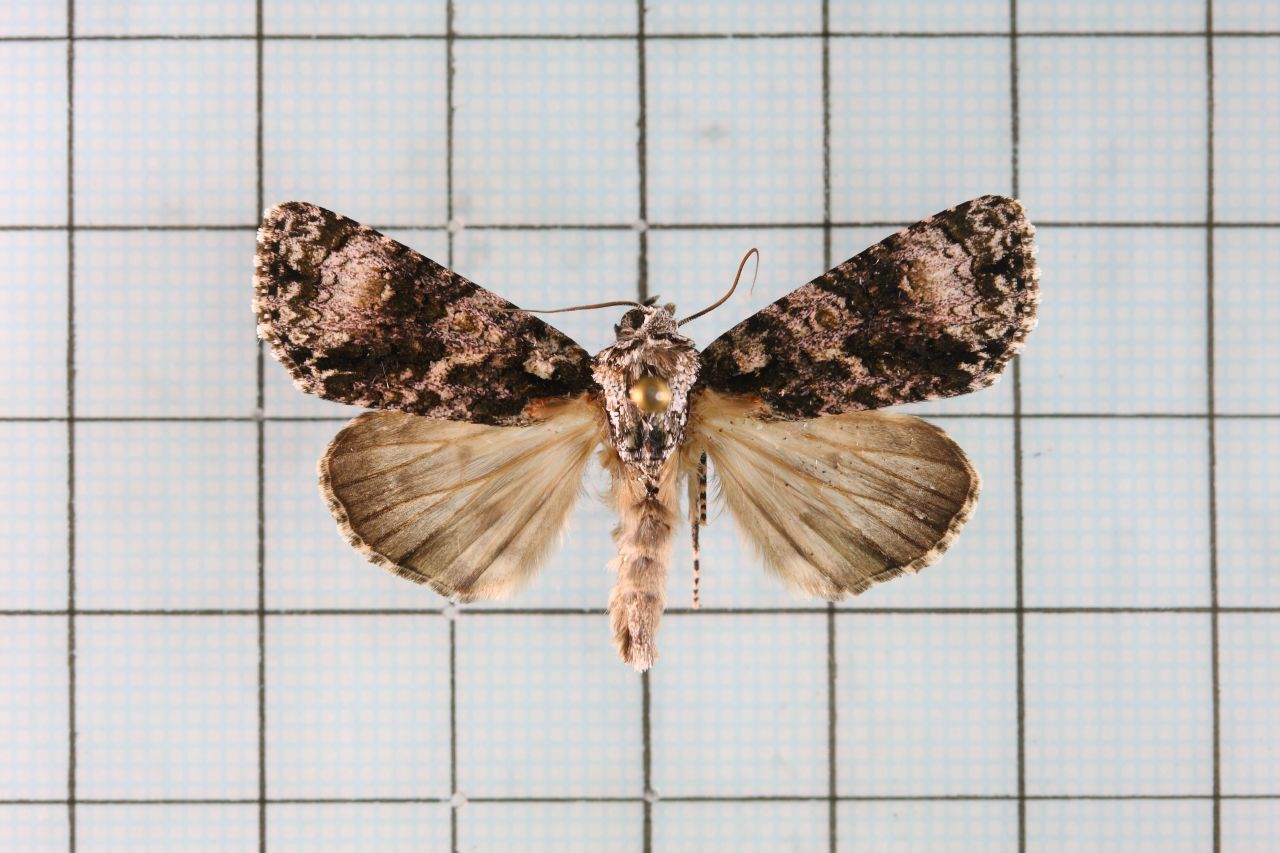
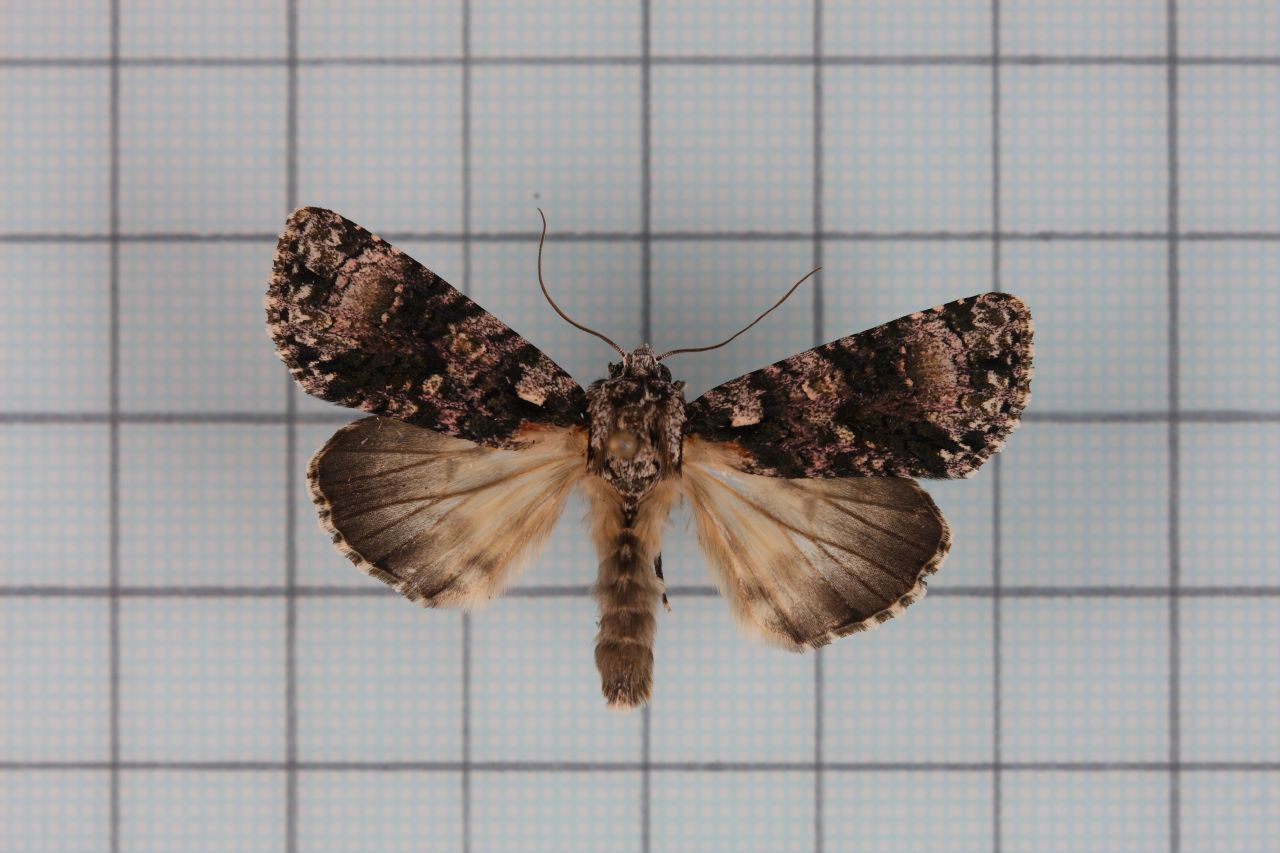